# Ambulyx pyrrhina
Ambulyx pyrrhina är en fjärilsart som beskrevs av Jordan 1923. Ambulyx pyrrhina ingår i släktet Ambulyx och familjen svärmare. Inga underarter finns listade i Catalogue of Life.